# Polimixiformes
Els polimixiformes (Polymixiiformes) són un ordre de peixos teleostis del superordre dels polimixiomorfs, dins la classe dels actinopterigis.

## Particularitats
Aquests peixos es troben a les zones tropicals i subtropicals de la conca Indo-Pacífica i de l'Atlàntic.

## Taxonomia
Segons FishBase i ITIS, la classificació dels polimixiformes és la següent:
Ordre Polymixiiformes
- Cumbaaichthys † Murray 2016
  - Cumbaaichthys oxyrhynchus † Murray 2016
- Família Boreiohydriidae † Murray & Cumbaa 2013
  - Gènere Boreiohydrias † Murray & Cumbaa 2013
    - Boreiohydrias dayi † Murray & Cumbaa 2013
- Família Digoriidae † Bannikov 1985
  - Gènere Digoria † Jordan 1923
    - Digoria ambigua † Jordan 1923

- Família Polymixiidae Gill 1862
  - Gènere Apricenaichthys † Taverne 2011
    - Apricenaichthys italicus † 

  - Gènere Berycopsia † Radovčić 1975
    - Berycopsia inopinnata † Radovčić 1975

  - Gènere Berycopsis † Dixon 1850
    - Berycopsis elegans † Dixon 1850
    - Berycopsis germana † Agassiz 1839
    - Berycopsis pulcher † Bannikov i Bacchia 2004

  - Gènere Dalmatichthys † Radovčić 1975
    - Dalmatichthys malezi † Radovčić 1975

  - Gènere Homonotichthys † Whitley 1933
    - Homonotichthys dorsalis † (Dixon 1850)
    - Homonotichthys elegans † (Dixon 1850)
    - Homonotichthys rotundus † (Woodward 1902)

  - Gènere Magrebichthys † Murray & Wilson 2014
    - Magrebichthys nelsoni † Murray & Wilson 2014

  - Gènere Omosoma † Costa 1857
    - Omosoma garretti † Bardack 1976
    - Omosoma pulchellum † Davis 1887
    - Omosoma sahelaimae † Costa 1857
    - Omosoma tselfatense † Gaudant 1978

  - Gènere Omosomopsis † Gaudant 1978
    - Omosomopsis sima † (Arambourg 1954) Gaudant 1978

  - Gènere Parapolymyxia † David 1946
  - Gènere Pycnosterinx † Heckel 1849
    - Pycnosterinx discoides † Heckel 1849
    - Pycnosterinx dorsalis † Pictet 1850
    - Pycnosterinx heckelii † Pictet 1850
    - Pycnosterinx latus † Davis 1887
    - Pycnosterinx russeggeri † Heckel 1849
- Família Polymixiidae:[5][6][7]
  - Gènere Polymixia:[8][9][10]
    - Polymixia berndti (Gilbert, 1905)
    - Polymixia busakhini (Kotlyar, 1993)
    - Polymixia fusca (Kotthaus, 1970)
    - Polymixia japonica (Günther, 1877)
    - Polymixia longispina (Deng, Xiong i Zhan, 1983)
    - Polymixia lowei (Günther, 1859)
    - Polymixia nobilis (Lowe, 1838)
    - Polymixia salagomeziensis (Kotlyar, 1991)
    - Polymixia sazonovi (Kotlyar, 1992)
    - Polymixia yuri (Kotlyar, 1982)